# Leopold Wilhelm von Österreich

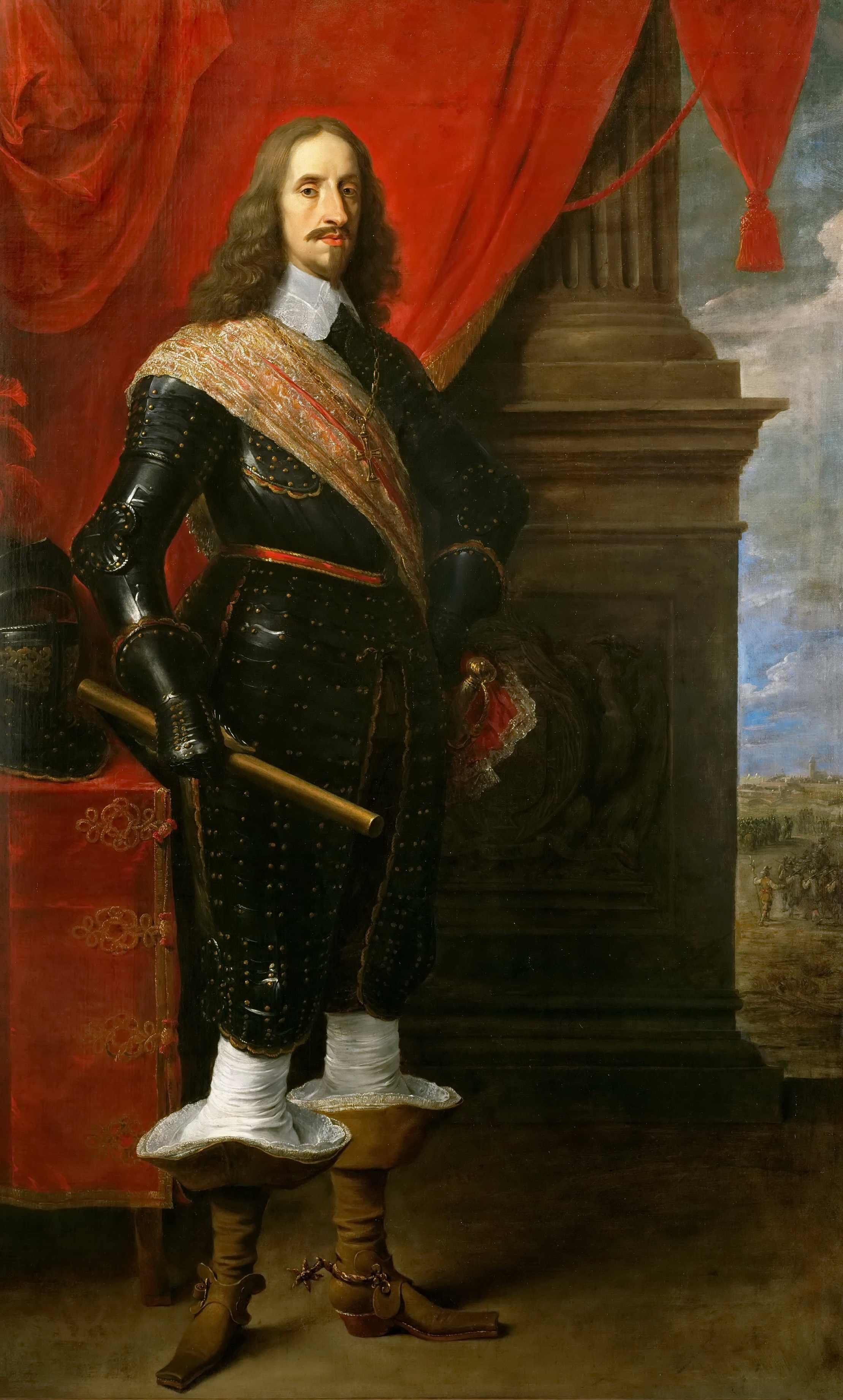
David Teniers der Jüngere, Erzherzog Leopold Wilhelm, Kunsthistorisches Museum Wien

Erzherzog Leopold Wilhelm von Österreich (* 5. Januar 1614 in Wiener Neustadt; † 20. November 1662 in Wien) war ein österreichischer Fürstbischof, Statthalter der Spanischen Niederlande und Feldherr. Bedeutung erlangt er vor allem als Kunstmäzen.

## Biografie
Leopold Wilhelm von Österreich aus dem Haus Habsburg war der jüngste Sohn von Kaiser Ferdinand II., also ein Bruder des späteren Kaisers Ferdinand III. Als jüngerem Sohn wurde ihm vom Vater die klassische Karriere als Kirchenfürst vorbestimmt, die auch seinen persönlichen Neigungen entsprach; er trat bereits 1626 die Nachfolge seines zurückgetretenen Onkels Leopold als Bischof von Passau und Straßburg sowie Fürstabt des Klosters Murbach an. Später übernahm er im Rahmen der während der ersten Hälfte des Dreißigjährigen Krieges vorangetriebenen Gegenreformation auch die Bistümer Halberstadt und Magdeburg sowie als Kommendatarabt die Reichsabtei Hersfeld. Das Erzbistum Magdeburg gab er bereits im Rahmen des Prager Friedens an Herzog August von Sachsen-Weißenfels wieder ab. Später wurde er auch Hochmeister des Deutschen Ordens sowie Bischof von Olmütz und Breslau. Eine solche Ämterhäufung war in dieser Vielfalt nicht üblich und von den tridentinischen Reformen eigentlich nicht erwünscht, wurde aber im Hinblick auf die Wiedergewinnung und Sicherung reformierter oder von Reformation und Säkularisation bedrohter Kirchengebiete als notwendig betrachtet.

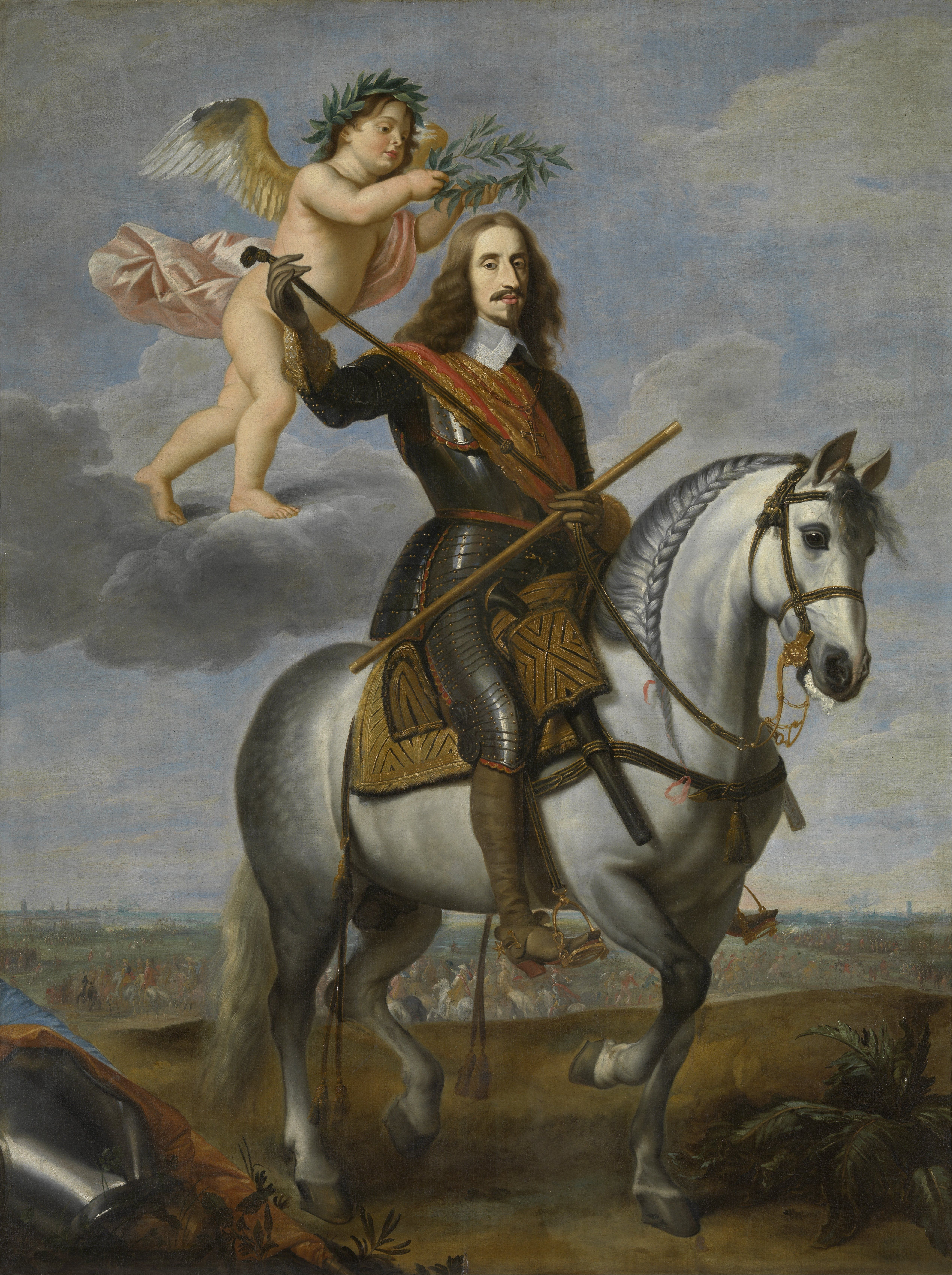
Jan van den Hoecke, Reiterporträt von Erzherzog Leopold Wilhelm, Groeningemuseum

Leopold Wilhelm galt als verantwortungsbewusster und persönlich äußerst frommer Bischof, verbrachte aber den Großteil seiner Laufbahn in diplomatischen und vor allem in militärischen Diensten für beide Linien der Habsburger. Auf eine Feldherrenlaufbahn war er durch seine Ausbildung weniger vorbereitet, in manchen Quellen wird er auch als nicht dafür geeignet eingeschätzt. Viele Bilder und Büsten stellen Leopold Wilhelm mit Harnisch und Marschallstab dar. In der Endphase des Dreißigjährigen Krieges übertrug ihm sein Bruder Ferdinand zweimal den Oberbefehl über das kaiserliche Heer (September 1639 bis Februar 1643, und Mai 1645 bis Dezember 1646). In der ersten Amtszeit gelang ihm, unterstützt vom erfahrenen Offizier Ottavio Piccolomini, ein Zurückdrängen der 1639 nach Böhmen eingedrungenen Schweden, die Eroberung von Stellungen an der Weser 1640 und ein wirkungsvoller Gegenschlag nach dem schwedischen Angriff unter Feldmarschall Johan Banér  auf den Regensburger Reichstag 1641. Dem Zurückdrängen der Schweden aus Schlesien nach einer besonders verheerenden Offensive Torstenssons 1642 folgte allerdings mit der gegen den Rat von Piccolomini aufgenommenen Zweiten Schlacht bei Breitenfeld eine schwere Niederlage. Die Niederlage führte zu Streit über das Zustandekommen der Niederlage und endete mit der Hinrichtung mehrerer von Leopold für die Niederlage verantwortlich gemachtenen Offiziere des betreffenden Heeresflügels. In Folge der Schlacht legten kurz hintereinander sowohl Leopold Wilhelm als auch Piccolomini ihr Kommando nieder.

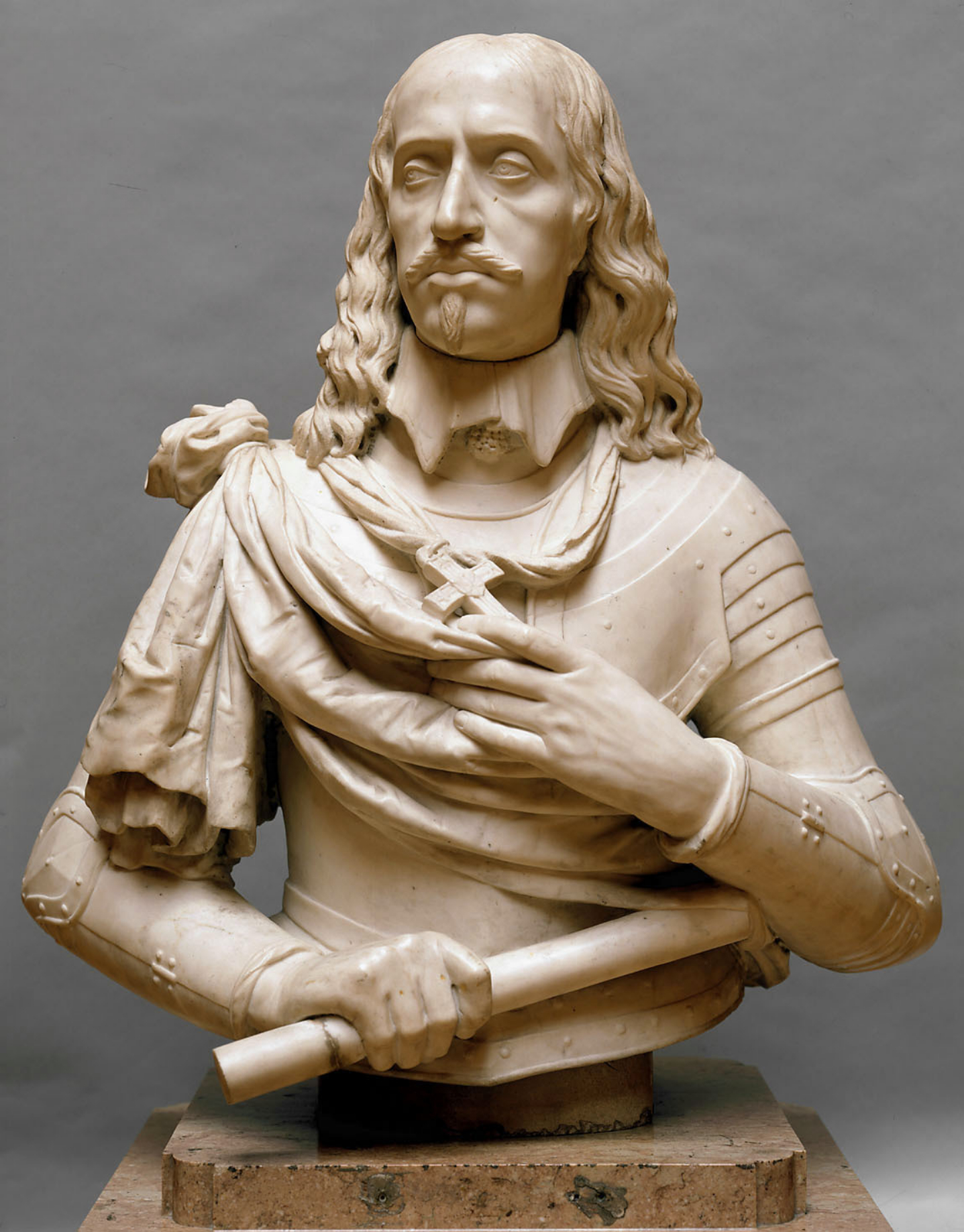
François Dieussart, Büste von Erzherzog Leopold Wilhelm, Kunsthistorisches Museum Wien

Ein zweites Mal übernahm der Erzherzog im Mai 1645 den Oberbefehl, nachdem durch den weitestgehenden Verlust des kaiserlichen Heeres unter Matthias Gallas Ende 1644 und der Niederlage von Jankau im März 1645 die Schweden sowohl Wien als auch Prag bedrohten. Leopold Wilhelm organisierte eine erfolgreiche Verteidigung an der Donau und konnte unter anderem Ende Mai 1645 eine Vorhut der Schweden in der Brigittenau aufhalten. Auch bei einem zweiten Versuch im August gelang den Schweden nicht das Überwinden der Donau, sodass sie sich aus Niederösterreich zurückzogen. In Mähren gelang den Kaiserlichen die Verteidigung von Brünn, darüber hinaus sandte der Erzherzog den Bayern nach ihrer Niederlage bei Alerheim Unterstützung gegen die Franzosen. Sein Vorgänger Gallas diente ihm in dieser Zeit als Berater, bis Leopold Wilhelm ihn Ende des Jahres aus dem Amt drängte, als Höflinge und Offiziere begonnen hatten, die Autorität des Erzherzogs zu untergraben und Gallas als Oberbefehlshaber zurückzuwünschen. 1646 führte Leopold Wilhelm einen unglücklichen Feldzug von Böhmen nach Hessen, musste aufgrund von Versorgungsschwierigkeiten den Rückzug antreten und wurde dabei von Schweden und Franzosen ausmanövriert, die das bayrische Schwaben verwüsteten.
Ende 1646 übertrug der spanische König Philipp IV. Erzherzog Leopold Wilhelm die Statthalterschaft der Spanischen Niederlande, um seine österreichischen Verwandten enger an sich zu binden. Als Statthalter konnte er anfangs den Frieden mit den Vereinigten Niederlanden zum Abschluss bringen, um sich auf den Kampf gegen Frankreich zu konzentrieren. Zunächst gelangen Leopold Wilhelm militärische Erfolge gegen die Franzosen, bis er in einer Offensive im August 1648 weite Teile seines Heeres in der Schlacht bei Lens gegen den französischen Heerführer Louis II. von Bourbon-Condé verlor. Die internen Revolten der Fronde in Frankreich ermöglichten trotzdem weitere spanische Erfolge und wiedergewonnene feste Plätze bis 1653, die in darauffolgenden Jahren aber wieder verloren gingen, bis Leopold Wilhelm 1656 die Statthalterschaft aufgab.

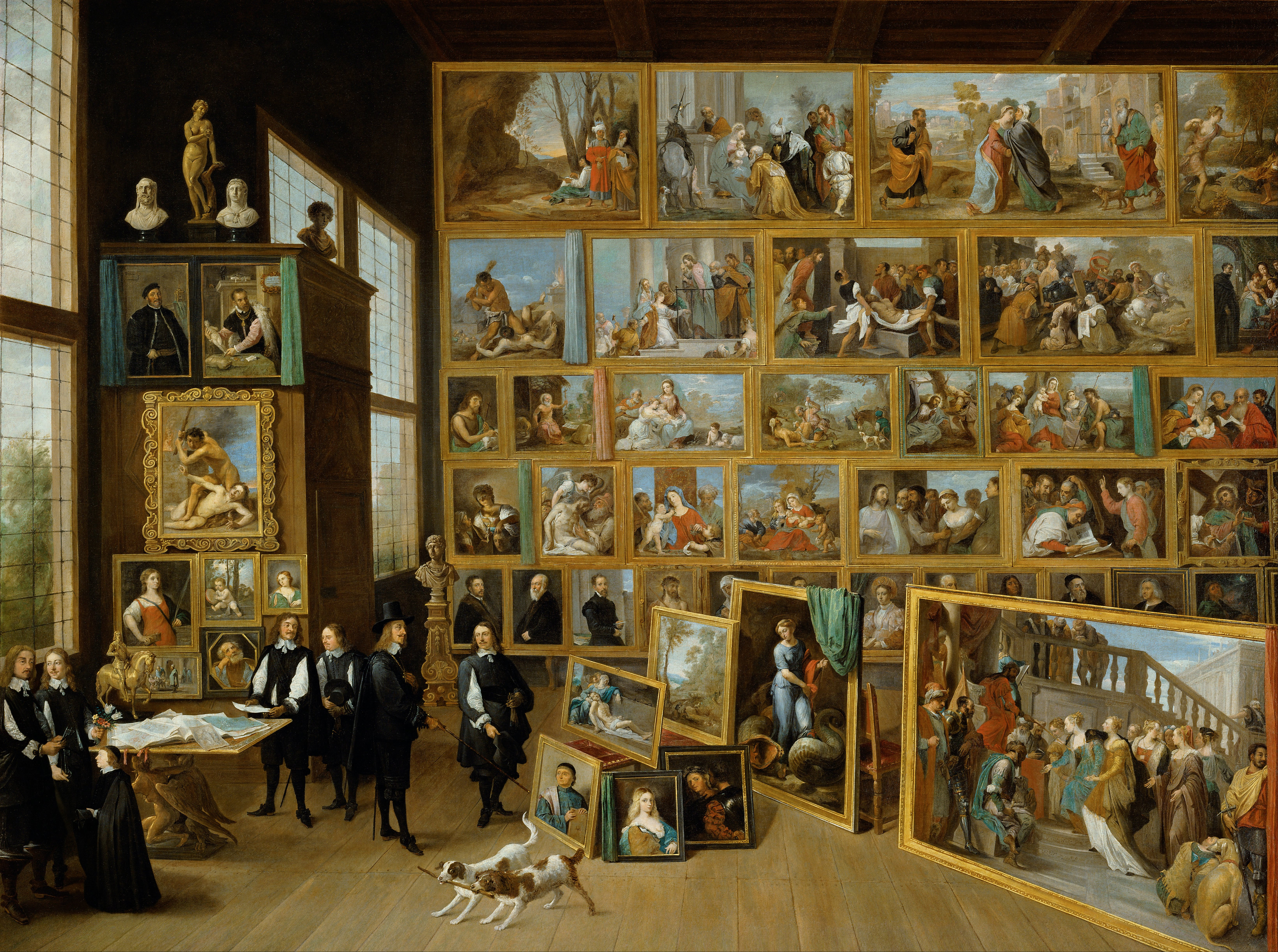
David Teniers. Erzherzog Leopold Wilhelm in seiner Galerie in Brüssel, um 1650, Kunsthistorisches Museum

Mit Hingabe und Talent verfasste Leopold Wilhelm zahlreiche Gedichte in italienischer Sprache. Seine eigentliche Bedeutung liegt allerdings in seiner Kunstsammlung, die er in den Spanischen Niederlanden zusammentrug und die von David Teniers betreut und in zahlreichen Galeriebildern (u. a. in Wien, Oberschleißheim, Brüssel und Madrid) dokumentiert wurde. Er sammelte vor allem niederländische und italienische Meister z. B. Venezianer des 16. Jahrhunderts. Ein guter Teil seiner Sammlung stammt aus den Versteigerungen englischer Adeliger, die von den kunstfeindlichen Puritanern unter Cromwell vertrieben bzw. hingerichtet wurden. Diese Sammlung wurde an seinen Neffen Leopold I. vererbt, so dass sie in kaiserlichen Besitz kam. Der überwiegende Teil befindet sich noch heute im Kunsthistorischen Museum Wien. Dazu zählt auch die Münzsammlung Leopold Wilhelms, die unter Kaiser Karl VI. der kaiserlichen Münzsammlung hinzugefügt wurde und die somit heute zu den ältesten Beständen des Wiener Münzkabinetts zählt.
Leopold Wilhelm war, nach dem Tod seines Bruders Ferdinand, ein Kandidat für die Nachfolge als Kaiser. Er unterstützte jedoch seinen Neffen Leopold, der im Sommer 1658 neuer Kaiser wurde.
Leopold Wilhelm wurde in der Kaisergruft der Kapuzinerkirche beigesetzt (heute im Gebäudeteil der neuen Gruft). Er gehört zu jenen 41 Personen, die eine Getrennte Bestattung mit Aufteilung des Körpers auf alle drei traditionellen Wiener Begräbnisstätten der Habsburger (Kaisergruft, Herzgruft, Herzogsgruft) erhielten.

## Rezeption
Durch die kaiserliche Entschließung von Franz Joseph I. vom 28. Februar 1863 wurde Leopold Wilhelm in die Liste der „berühmtesten, zur immerwährenden Nacheiferung würdiger Kriegsfürsten und Feldherren Österreichs“ aufgenommen, zu deren Ehren und Andenken auch eine lebensgroße Statue in der Feldherrenhalle des damals neu errichteten k. k. Hofwaffenmuseums (heute Heeresgeschichtliches Museum Wien) errichtet wurde. Die Statue wurde 1867 vom Bildhauer Waldemar Schützinger aus Carrara-Marmor geschaffen, gewidmet wurde sie von Erzherzog Wilhelm.

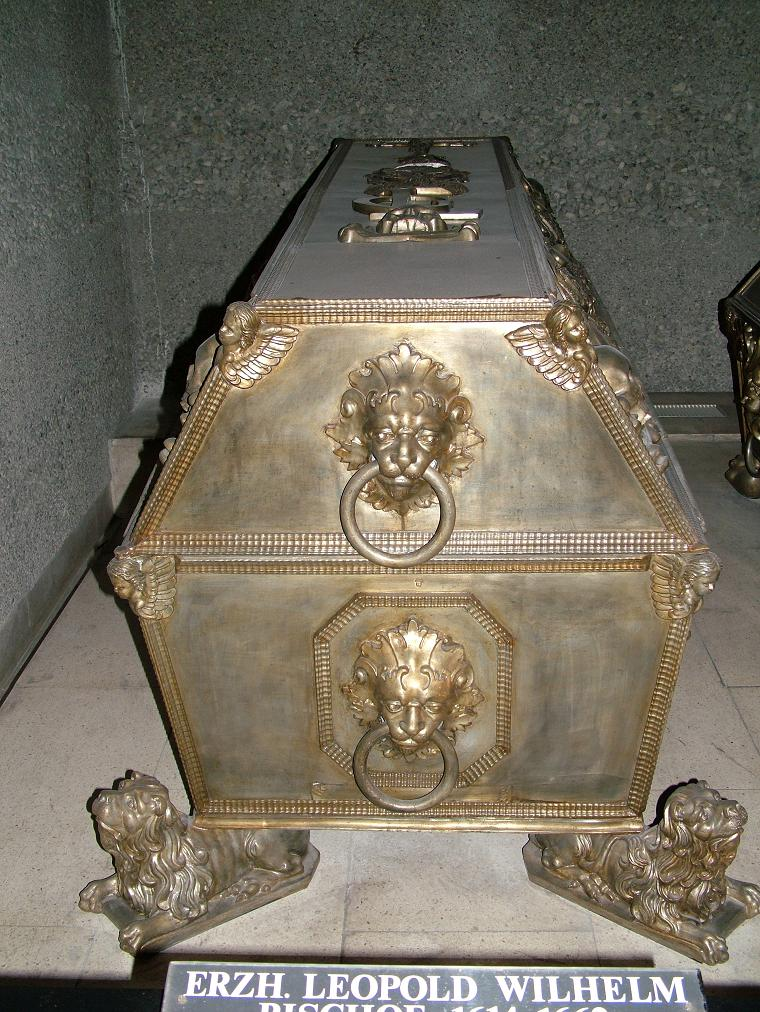
Der Sarkophag Leopold Wilhelms in der Wiener Kapuzinergruft
Statue in der Feldherrenhalle des Heeresgeschichtlichen Museums